# 诺伊恩坎普莱茵河大桥
诺伊恩坎普莱茵河大桥（德語：Rheinbrücke Neuenkamp）是位于杜伊斯堡的一座公路桥，跨越莱茵河778.34公里处，在诺伊恩坎普和洪贝格及莱茵豪森之间，通过40号联邦高速公路将鲁尔区和下莱茵地区连接起来。大桥设计车辆日通行能力仅为30,000辆，但目前实际已达约100,000辆，因此该桥将被一座新桥所取代，预计2026年通车。

## 第一代

### 历史及技术细节

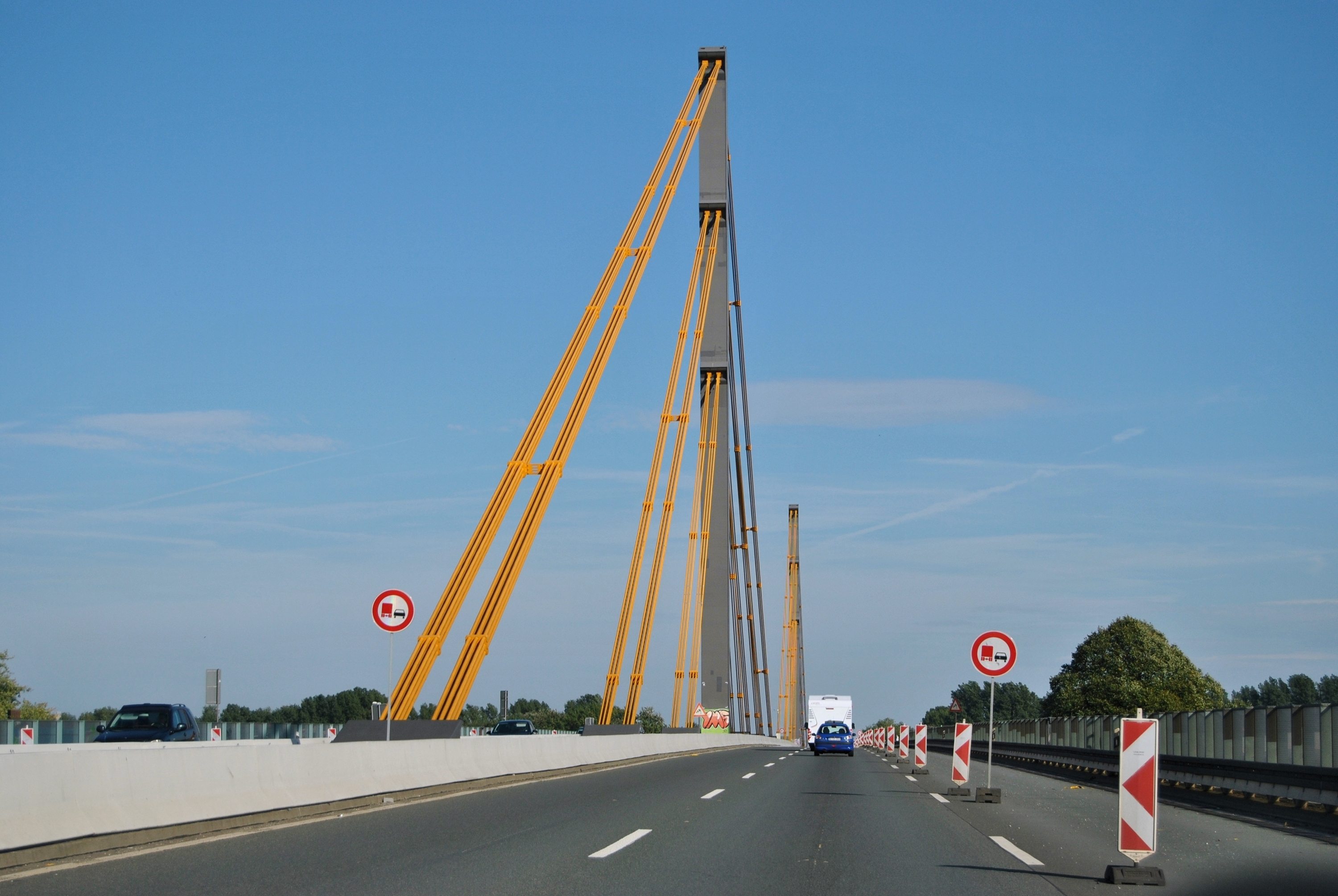
诺伊恩坎普桥起点，从杜伊斯堡-洪贝格往埃森方向（2010年）

第二次世界大战后，巴塞尔和莱茵河畔埃默里希之间没有一座完成的莱茵河大桥。到1970年，已重建了17座铁路桥和34座公路桥。诺伊恩坎普莱茵河大桥通车时，是当时世界上主跨最长的斜拉桥。最初的四车道大桥建于1966年至1970年，于1970年10月16日由时任联邦交通部长乔治·莱伯宣布通车。当时的建设成本约为3700万德国马克（约合现在5820万欧元）。
大桥全长777.4米，用于高速公路及自行车道、人行道的桥面面积为27830平方米。大桥由位于奥伯豪森斯特克莱德的GHH公司负责施工，该桥也是GHH公司修建的最后一座桥梁，在工程师格哈德·菲舍尔（Gerhard Fischer）的近四年的指导下，由两批80名工人建造完成。
诺伊恩坎普大桥是一座双幅中心梁钢制斜拉桥，在两侧车道的中间有两个50米高的钢塔。斜拉索分为12组，每组9根，每根斜拉索的直径为57至83毫米。
大桥由8个钢制桥跨组成：46.8米+50米+45米+45米+350米+105米+60米+75.6米，桥梁的横截面由12.7米宽的两格连续钢箱梁构成，箱梁高3.75米，36.3米宽的车道在正交异性板上方。在箱梁的一侧，8.1米宽的车行道由斜撑杆支撑在箱梁的下边缘，3.7米宽的人行道和自行车道则采用自支撑。